# Decauville-Bahn Mesonisi–Alona
| Spurweite: | 600 mm (Schmalspur) |                                  |                                 |
| |                     |                                  |                                 |
| \| \| \| Bahnstrecke Thessaloniki–Florina \| Normalspur \| \| \| \| Mesonisi \| \| \| \| \| Marina \| \| \| \| \| Perasma \| \| \| \| \| \| \| \| \| \| Bahn- und Seilbahnstation Alona \| \| \| \| \| Materialseilbahn \| \| \| \| \| Pisoderi \| \| \| \| \| Kleiner und großer Prespasee \| \| |                     |                                  |                                 |
| Bahnhof quer |                     | Bahnstrecke Thessaloniki–Florina | Normalspur                      |
| Kopfbahnhof Streckenanfang (Strecke außer Betrieb) |                     | Mesonisi                         | Mesonisi                        |
| Abzweig geradeaus und nach rechts (Strecke außer Betrieb) |                     | Marina                           | Marina                          |
| Abzweig geradeaus und nach links (Strecke außer Betrieb) |                     | Perasma                          | Perasma                         |
| Strecke (außer Betrieb) |                     |                                  |                                 |
| Bahnhof (Strecke außer Betrieb) |                     | Bahn- und Seilbahnstation Alona  | Bahn- und Seilbahnstation Alona |
| |                     | Materialseilbahn                 |                                 |
| Kopfbahnhof Streckenende (Strecke außer Betrieb) |                     | Pisoderi                         | Pisoderi                        |
| |                     | Kleiner und großer Prespasee     |                                 |

Die Decauville-Bahn Mesonisi–Alona war um 1915 eine Militär-Schmalspurbahn in Griechenland.

## Nutzung
Das Schmalspur-Decauville-Bahnstrecke verband den Bahnhof von Mesonisi an der Bahnstrecke Thessaloniki–Florina mit den Dörfern Marina, Perasma und Alona (damals: Armensko). In Marina hatte die französische Armee während des Ersten Weltkriegs ihr größtes Logistikzentrum der Region, darunter einen Flugplatz und einen Bahnhof. Lieferungen gelangten aus dem Hafen von Thessaloniki mit der normalspurigen Eisenbahn nach Messonissi, um dann mit der Schmalspurbahn an die Salonikifront geschickt zu werden. In Alona gab es eine Materialseilbahn für den Weitertransport des Nachschubs nach Pisoderi oberhalb des Kleinen und Großen Prespasees. Heute zeugen nur noch wenige Steinfundamente von der Existenz dieses Schienennetzes.